# Slaget vid Cascina
Slaget vid Cascina är ett inflytelsefullt verk av Michelangelo, vilket dock har gått förlorat. Michelangelo fick en beställning av statsmannen Piero Soderini och den tilltänkta fresken skulle pryda en av väggarna i Salone dei Cinquecento i Palazzo Vecchio. Motsatt vägg var ämnad att smyckas av Leonardo da Vincis framställning av slaget vid Anghiari. Slaget vid Cascina hade utkämpats den 28 juli 1364 mellan Republiken Florens och Republiken Pisa, medan slaget vid Anghiari ägde rum den 29 juni 1440 mellan Italienska ligan och Hertigdömet Milano.